# أليكس مينيسيس
أليكس مينيسيس (بالإنجليزية: Alex Meneses)‏ مواليد 12 فبراير 1965 في شيكاغو، هي ممثلة أمريكية بدأت مسيرتها الفنية عام 1994.

## وصلات خارجية
- أليكس مينيسيس على موقع IMDb (الإنجليزية)
- أليكس مينيسيس على موقع ألو سيني (الفرنسية)
- أليكس مينيسيس على موقع أول موفي (الإنجليزية)
- أليكس مينيسيس على موقع قاعدة بيانات الأفلام السويدية (السويدية)
- أليكس مينيسيس على موقع قاعدة بيانات الفيلم (الإنجليزية)
- أليكس مينيسيس على موقع كينوبويسك (الروسية)